# 北关街道 (晋中市)
北关街道，是中华人民共和国山西省晋中市榆次区下辖的一个乡镇级行政单位。

## 行政区划
北关街道下辖以下地区：
寿安里社区、羊毫街社区、桥西社区、太行社区和荣发社区。